# Осначі (рід)
Осначі — старовинний україноруський козацький рід, представники якого згадуються у козацьких реєстрах, зокрема реєстрах Війська Запорозького з XVII ст.
Одна з найдавніших згадок — козак Тишко (Тимофій) Оснач, з сотні Шубцева Черкаського полку за реєстром Війська Запорізького 1649 року.
Прізвище походить від назви представника старовинної професії, оснача — річковика, лоцмана, плотогона.

## Представники і нащадки
Серед багатьох гілок роду, родоначальники однієї з найбільш відомих і розгалужених оселилися у старовинному козацькому селі Требухів, на Київщині, а можливо навіть були його осадниками.

## Виноски
1. ↑  http://redbow.ru/cherkasskiy_polk